# Miss Mundo
Miss Mundo es el concurso de belleza internacional más antiguo. Fue fundado en el Reino Unido por Eric Morley en 1951. Desde su muerte en 2000, la viuda de Morley, Julia Morley, ha copresidido el concurso. Junto con Miss Universo, Miss Internacional y Miss Tierra, este certamen es uno de los cuatro grandes certámenes de belleza internacionales.
La actual Miss Mundo es Suchata Chuangsri de Tailandia, quien fue coronada por Krystyna Pyszková de República Checa el 31 de mayo de 2025, en Hyderabad, India.

## Historia

### SigloXX
En 1951, Eric Morley organizó un concurso de bikini como parte de las celebraciones del Festival of Britain al que llamó Festival Bikini Contest. El evento fue popular entre la prensa, que la apodó «Miss Mundo». El concurso de trajes de baño tenía como objetivo promocionar el bikini, que se había introducido recientemente en el mercado y todavía se consideraba inmodesto. Cuando la ganadora del concurso Miss Mundo de 1951, Kerstin «Kiki» Håkansson de Suecia, fue coronada en bikini, la controversia aumentó.
El certamen se planeó originalmente como un concurso para el Festival of Britain, pero Morley decidió que el certamen de Miss Mundo fuera anual. Registró el nombre «Miss Mundo» como marca registrada y todos los concursos futuros se llevaron a cabo bajo ese nombre. Pero debido a la controversia surgida por la coronación de Håkansson en bikini, los países con tradiciones religiosas amenazaron con no enviar delegados a eventos futuros, y el bikini fue condenado por el papa. La objeción al bikini llevó a su sustitución en todos los concursos futuros por trajes de baño más modestos y, a partir de 1976, los trajes de baño fueron sustituidos por vestidos de noche para la coronación. Håkansson permanece como la única Miss Mundo coronada en bikini. En Miss Mundo 2013 todas las candidatas lucieron un traje de baño de una pieza más un tradicional sarong debajo de la cintura como un compromiso con la cultura local.
Morley anunciaba a las ganadoras de Miss Mundo en el orden N.º 3, N.º 2 y N.º 1. Esto tenía la intención de mantener alta la tensión y evitar el anticlímax si los números 2 y 3 se anuncian después de la ganadora.
En 1959, la BBC comenzó a transmitir el certamen. Su popularidad creció con la llegada de la televisión. Durante las décadas de 1960 y 1970, Miss Mundo estuvo entre los programas más vistos del año en la televisión británica. En 1970, el concurso en Londres fue interrumpido por manifestantes por la liberación de la mujer armados con bombas de harina, bombas fétidas y pistolas de agua cargadas de tinta.
El concurso de 1970 también fue controvertido cuando Sudáfrica envió dos representantes (una negra y otra blanca). A partir de entonces, Sudáfrica quedó excluida de la contienda hasta que se aboliera el apartheid. Más de 18 millones de personas vieron el certamen en su apogeo a finales de los años 1970 y principios de los 1980.
En la década de 1980, el certamen se reposicionó con el lema «Beauty With a Purpose» (belleza con propósito, en español), con pruebas adicionales de inteligencia y personalidad. En 1984, el controlador de BBC1, Michael Grade, anunció que la corporación dejaría de transmitir concursos de belleza en enero siguiente, después de haber mostrado Miss Gran Bretaña, y dijo: «Creo que estos concursos ya no merecen tiempo de emisión a nivel nacional». Y añadió: «Son un anacronismo en esta época de igualdad y al borde de la ofensiva». Thames Television transmitió Miss Mundo entre 1980 y 1988, cuando ITV la abandonó.
A principios de la década de 1990, las principales transmisiones televisivas del evento perdieron popularidad después de que se volviera «cada vez más pasado de moda» a fines de la década de 1980. El certamen regresó al canal satelital Sky One en 1997, antes de pasar al Canal 5 durante tres años (1998-2000).
Eric Morley murió en 2000 y su esposa, Julia, lo sucedió como presidenta de la organización Miss Mundo.

### SigloXXI
La primera africana negra ganadora de Miss Mundo, Agbani Darego de Nigeria, fue coronada en 2001. Como parte de su estrategia de marketing, Miss Mundo creó un especial de televisión «Vote For Me» durante esa edición, presentando a las candidatas detrás de escena y en la playa, y permitiendo a los espectadores llamar por teléfono o votar en línea por sus favoritas. También vende a las emisoras sus eventos de Talento, Belleza Playera y Deportes como especiales de televisión. ITV transmitió el certamen de 2001 desde Sudáfrica en el canal digital ITV2, y el especial se transmitió una semana antes en el canal principal de ITV.
En 2002, estaba previsto que el certamen celebrara su final en Abuya, Nigeria. Esta elección fue controvertida, ya que una mujer del norte de Nigeria, Amina Lawal, esperaba allí la muerte por lapidación por adulterio según la ley sharía, pero Miss Mundo utilizó la publicidad que rodeó su presencia para generar una mayor conciencia y acción global ante la difícil situación de Lawal. Ningún canal británico aceptó retransmitir el evento y hubo objeciones al concurso.
La Miss Mundo 1994 Aishwarya Rai asistió a la ceremonia de Miss Mundo 2014 con su esposo Abhishek Bachchan, su hija Aaradhya y su madre Brinda Rai. El concurso se transmite en el canal de televisión local London Live desde 2014.

## Ganadoras

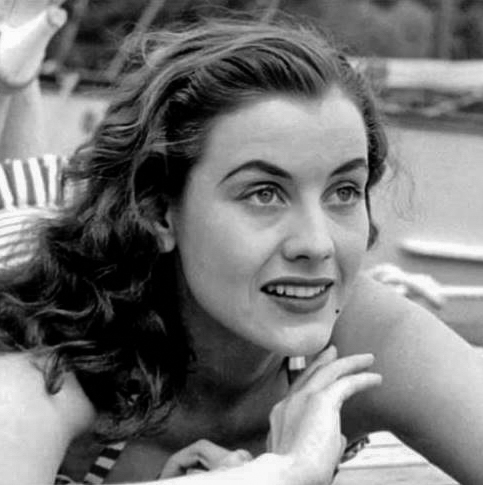
Miss Mundo 1951 Kerstin Håkansson Suecia.
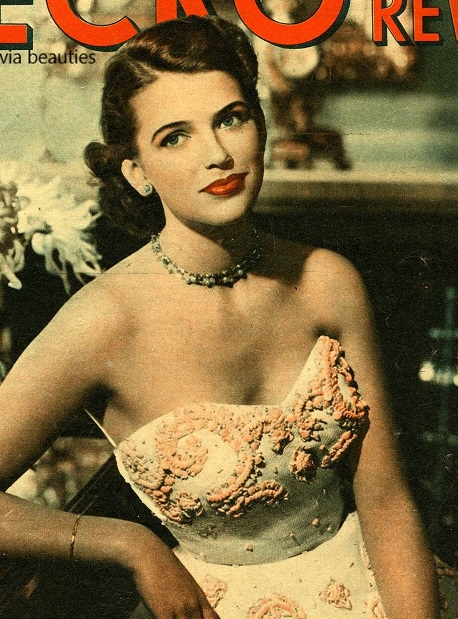
Miss Mundo 1952 May-Louise Flodin Suecia.
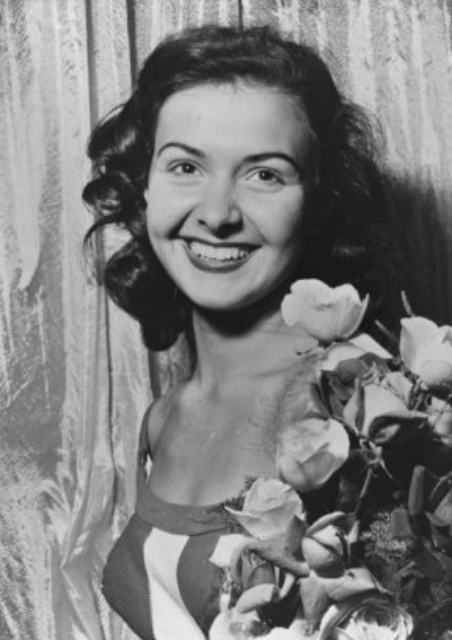
Miss Mundo 1953 Denise Perrier
 Francia.
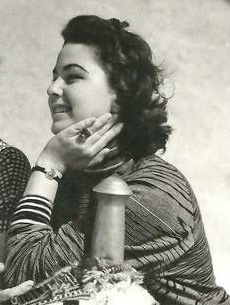
Miss Mundo 1954 Antigone Costanda Egipto.
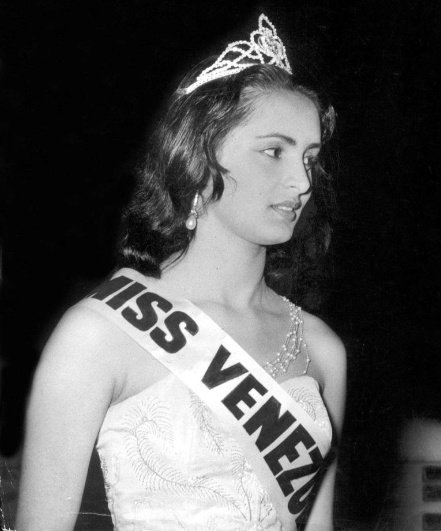
Miss Mundo 1955 Susana Duijm
 Venezuela.
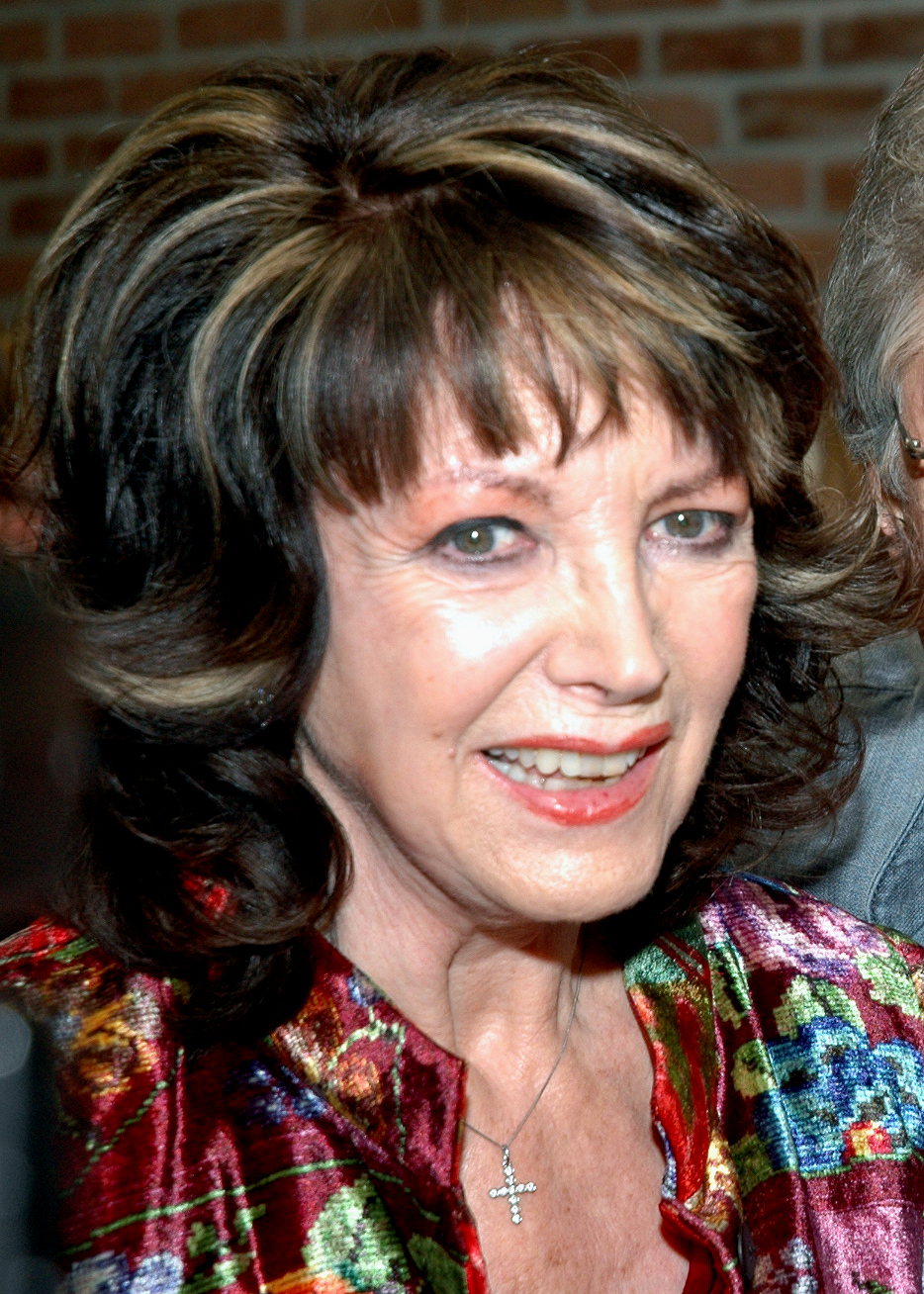
Miss Mundo 1956 Petra Schürmann Alemania.
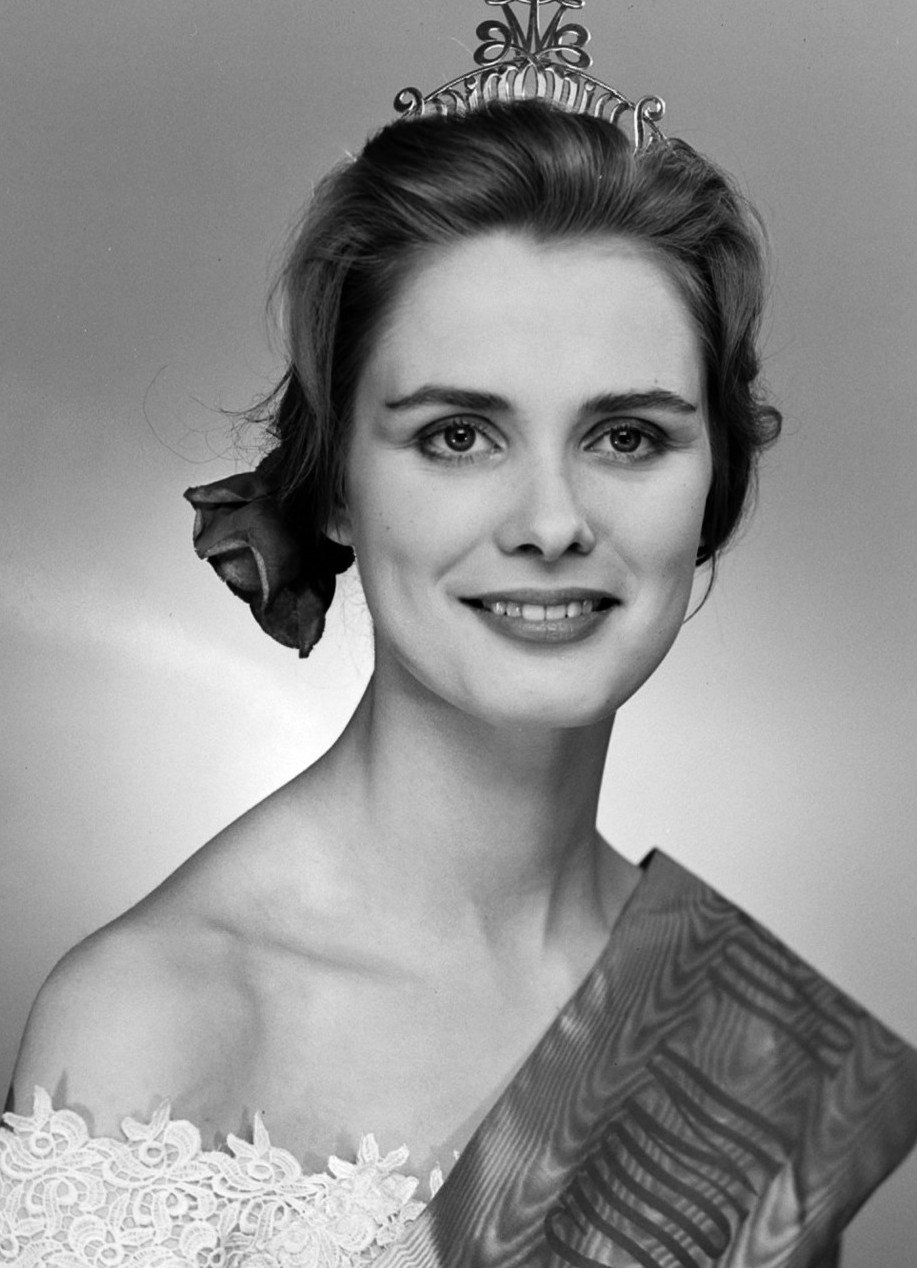
Miss Mundo 1957 Marita Lindahl Finlandia.
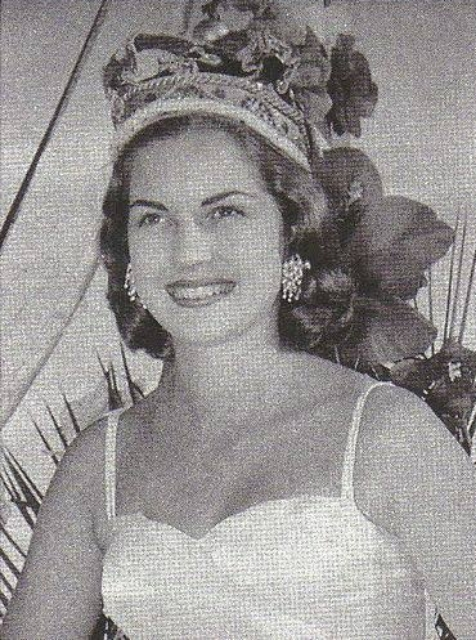
Miss Mundo 1958 Penelope Coelen
 Sudáfrica.
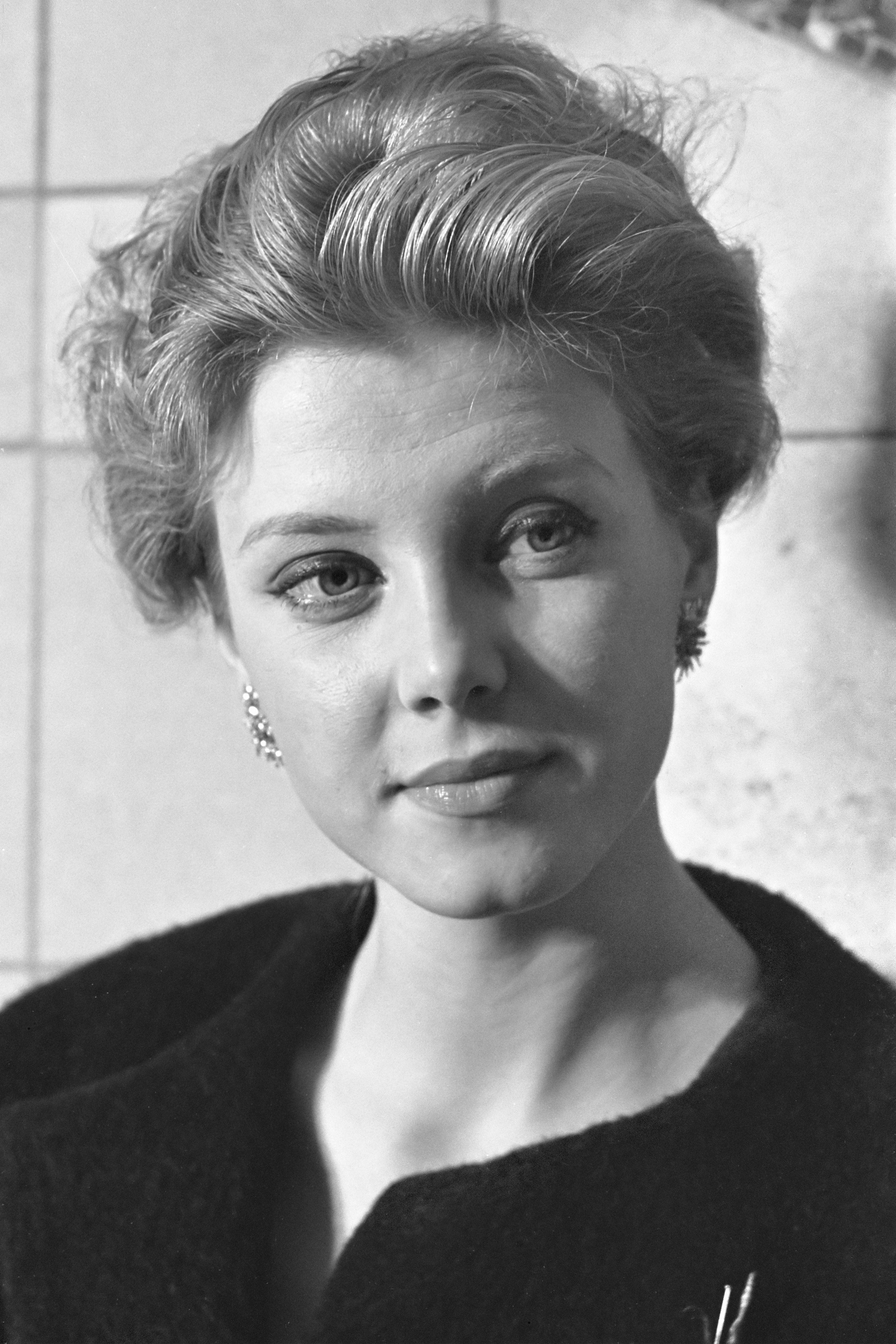
Miss Mundo 1959 Corine Rottschäfer
 Países Bajos.
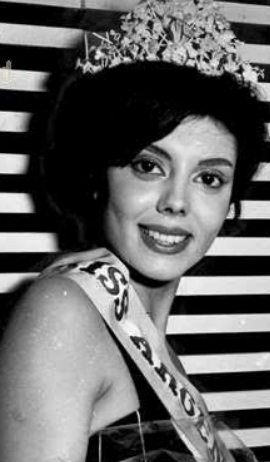
Miss Mundo 1960 Norma Cappagli Argentina.
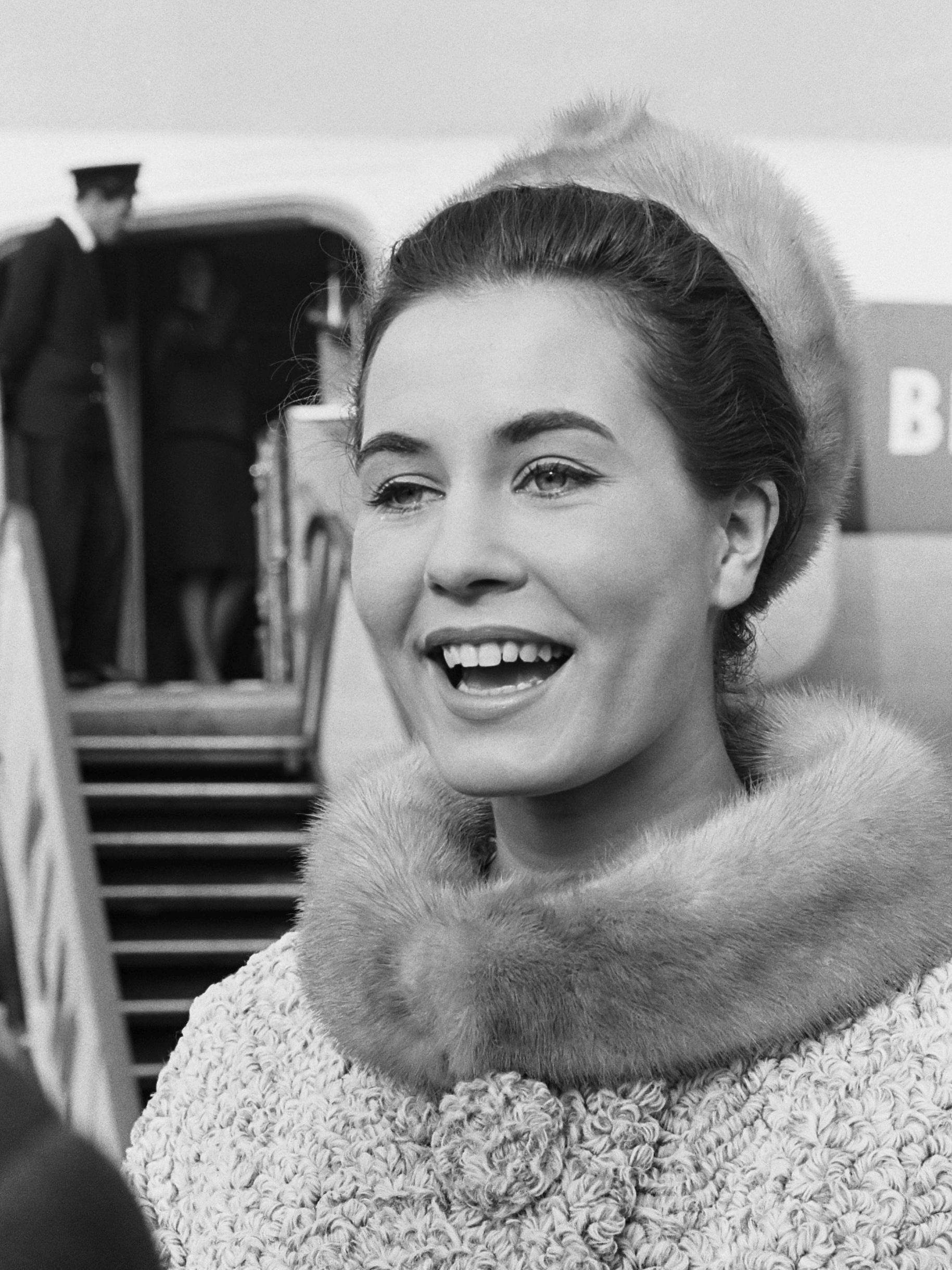
Miss Mundo 1962 Catharina Lodders
 Países Bajos.
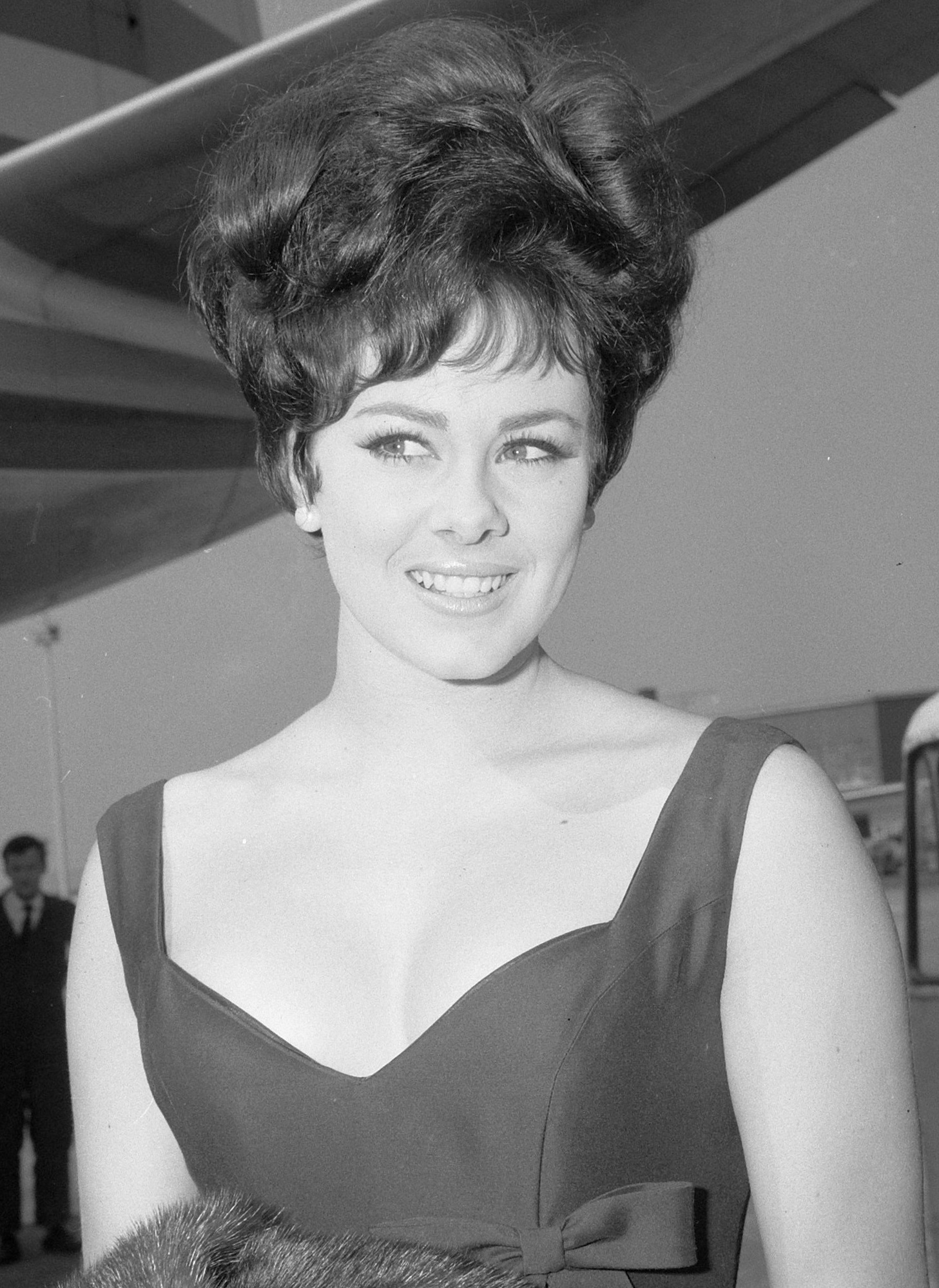
Miss Mundo 1964 Ann Sidney Reino Unido.
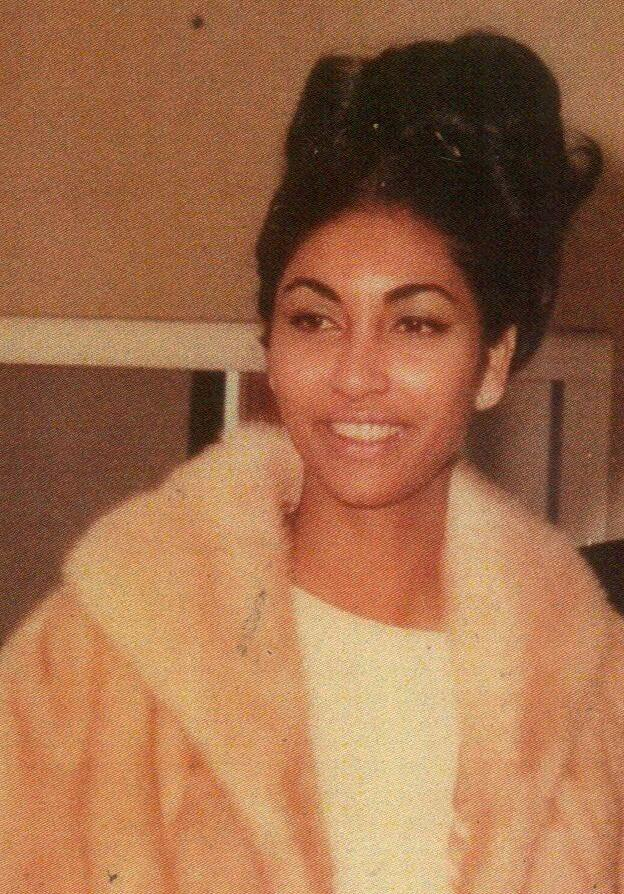
Miss Mundo 1966 Reita Faria India.
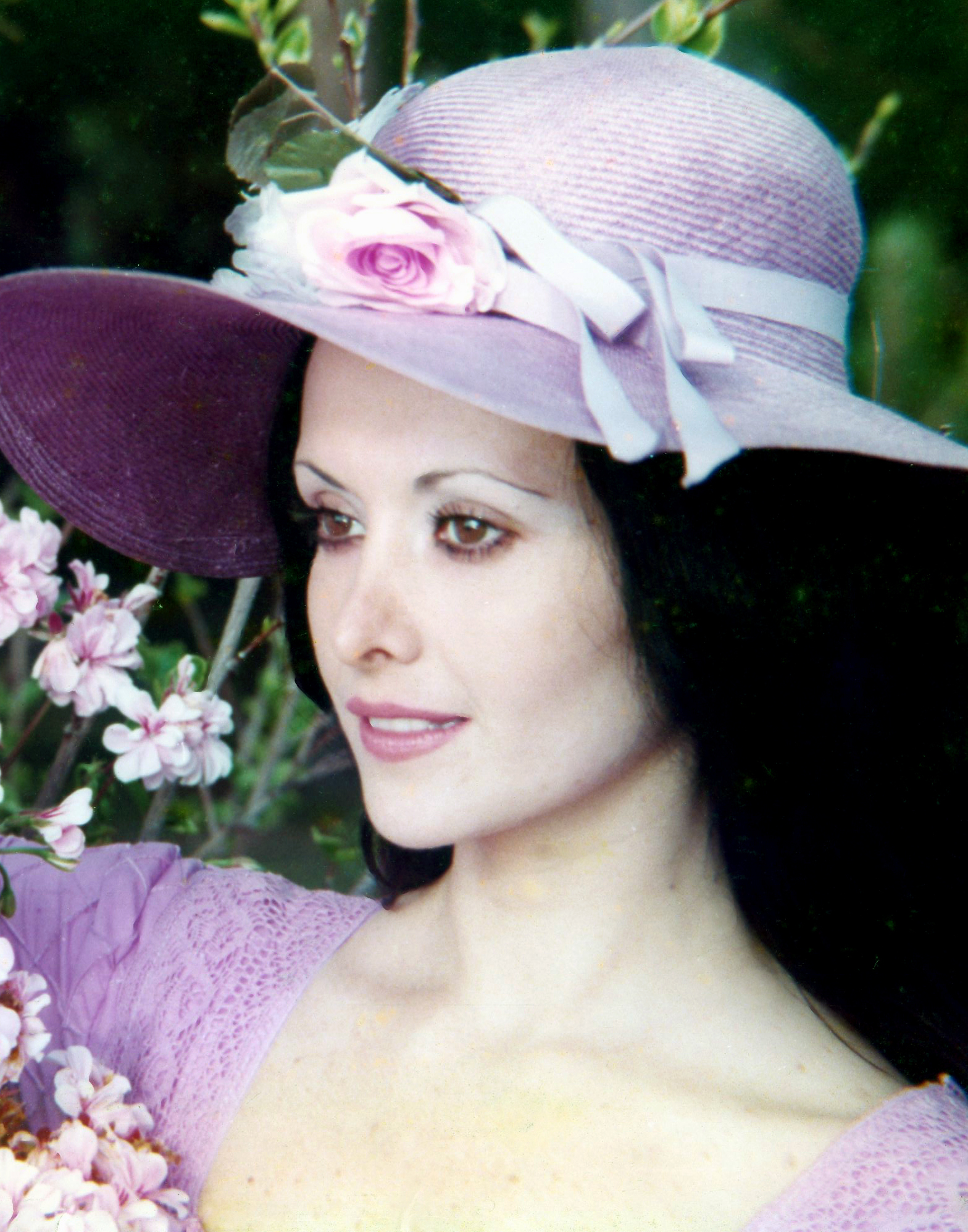
Miss Mundo 1967 Madeline Hartog-Bel Houghton Perú.
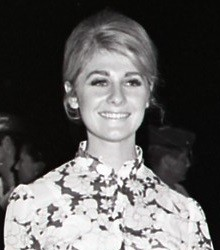
Miss Mundo 1968 Penelope Plummer Australia.
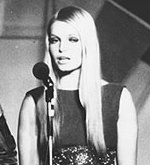
Miss Mundo 1969 Eva Rueber-Staier Austria.
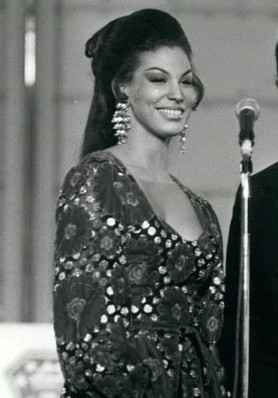
Miss Mundo 1970 Jennifer Hosten
 Granada.
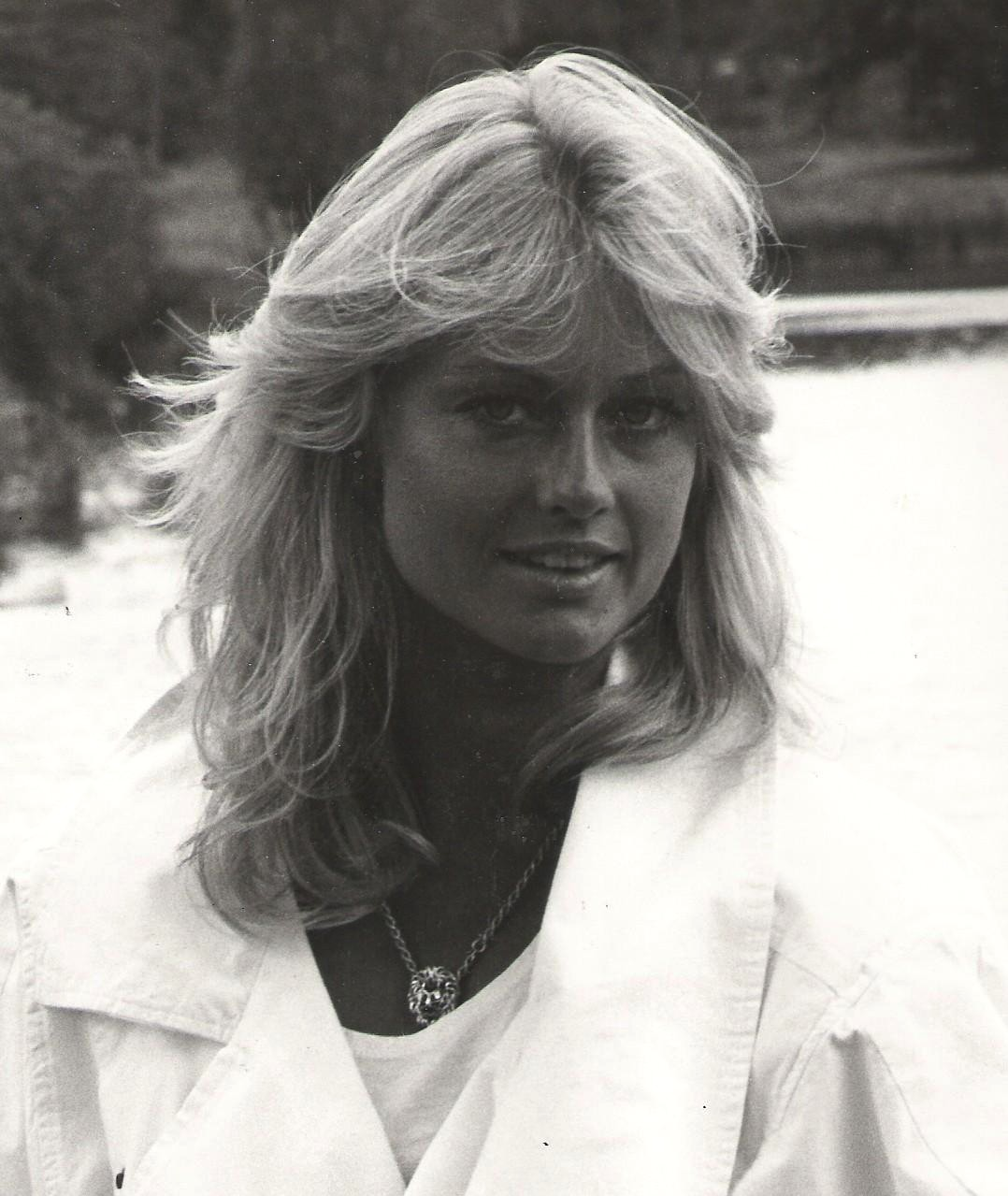
Miss Mundo 1977 Mary Stävin Suecia.
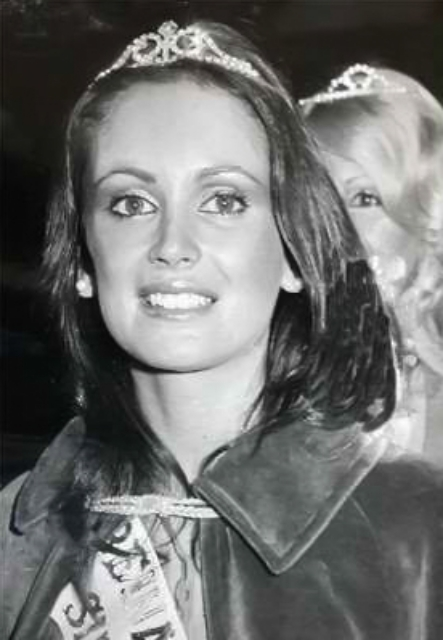
Miss Mundo 1978 Silvana Suárez Argentina.
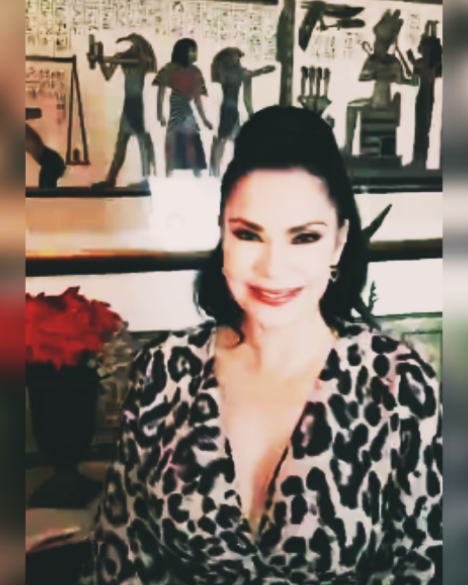
Miss Mundo 1984 Astrid Carolina Herrera Venezuela.
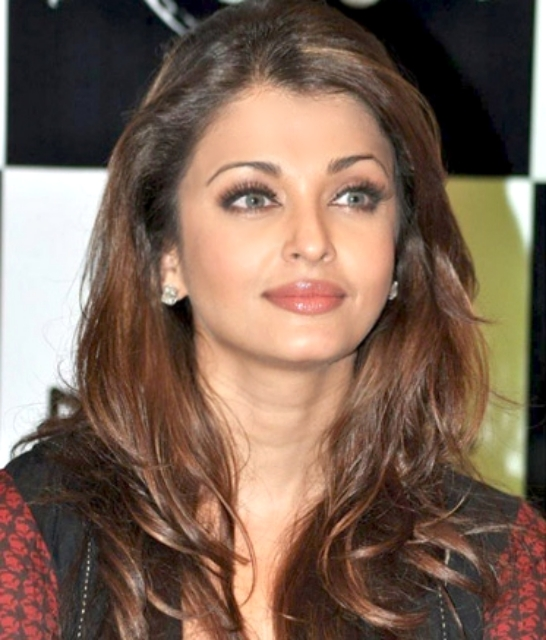
Miss Mundo 1994 Aishwarya Rai India.
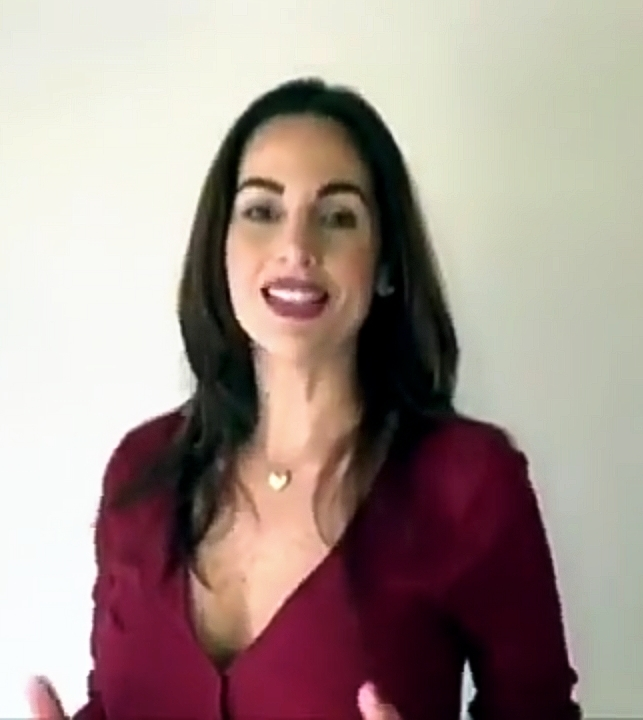
Miss Mundo 1995 Jacqueline Aguilera Venezuela.
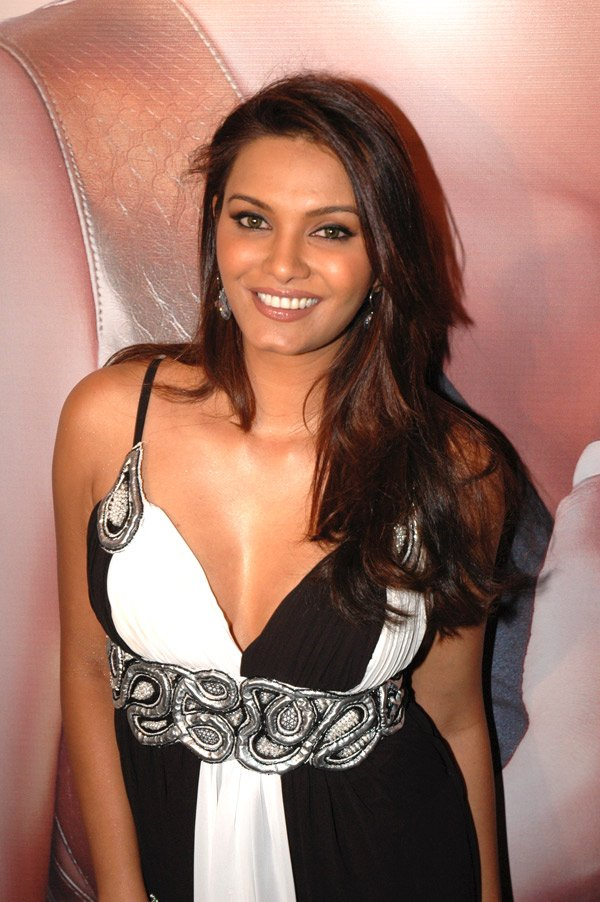
Miss Mundo 1997 Diana Hayden India.
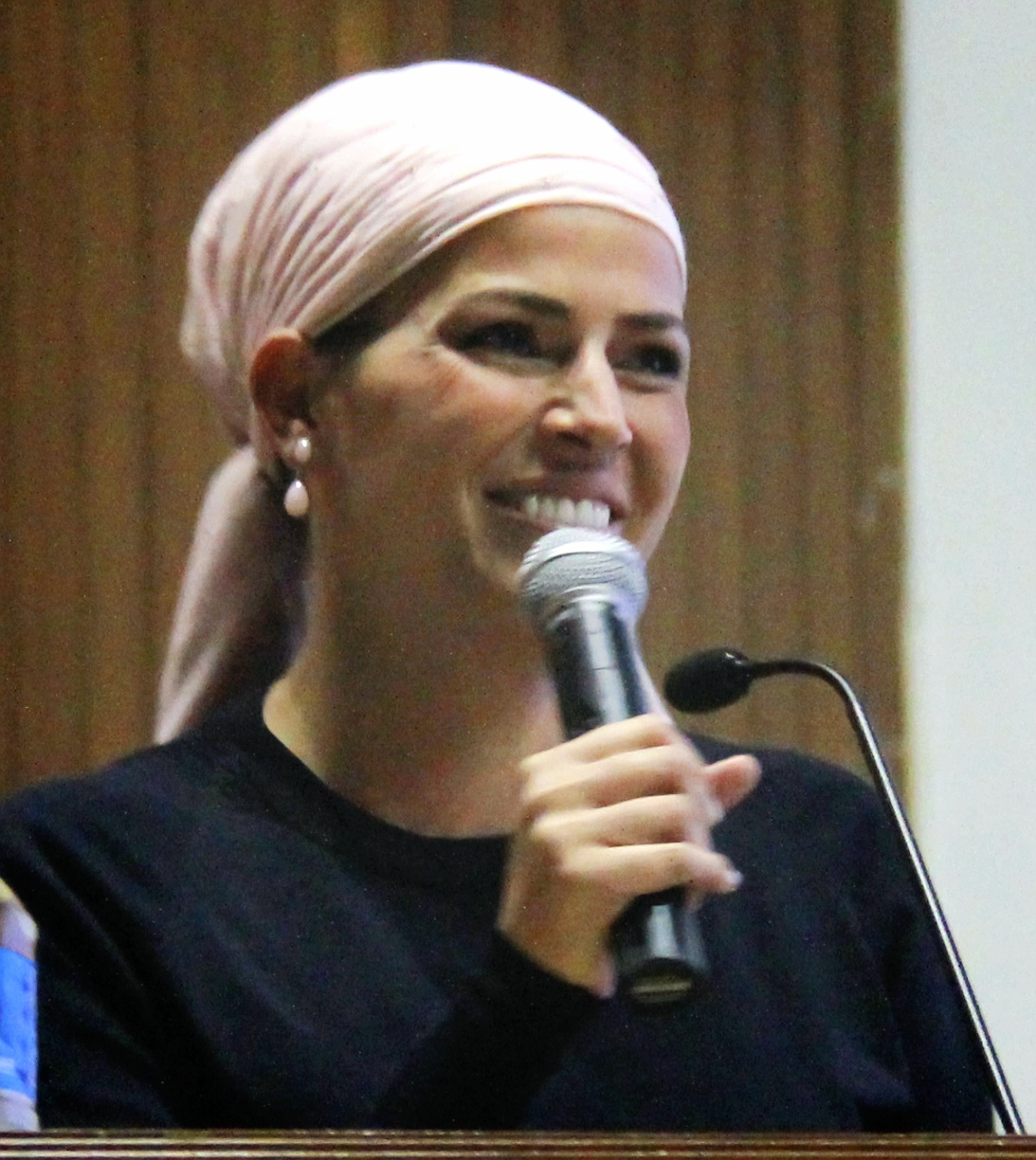
Miss Mundo 1998 Linor Abargil Israel.
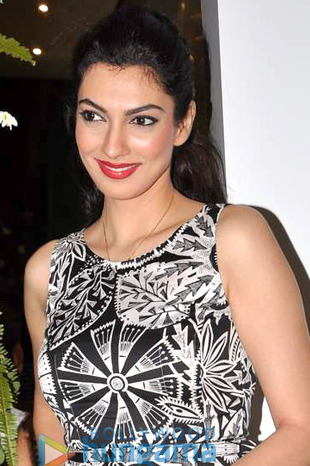
Miss Mundo 1999 Yukta Mookhey India.
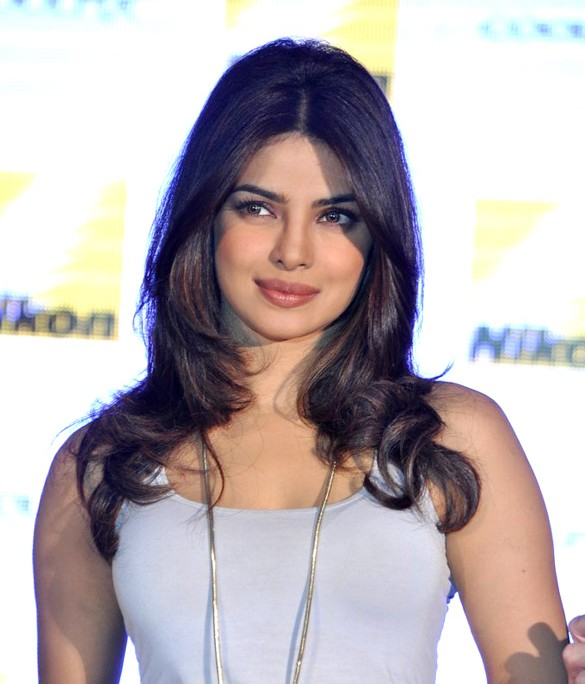
Miss Mundo 2000 Priyanka Chopra India.
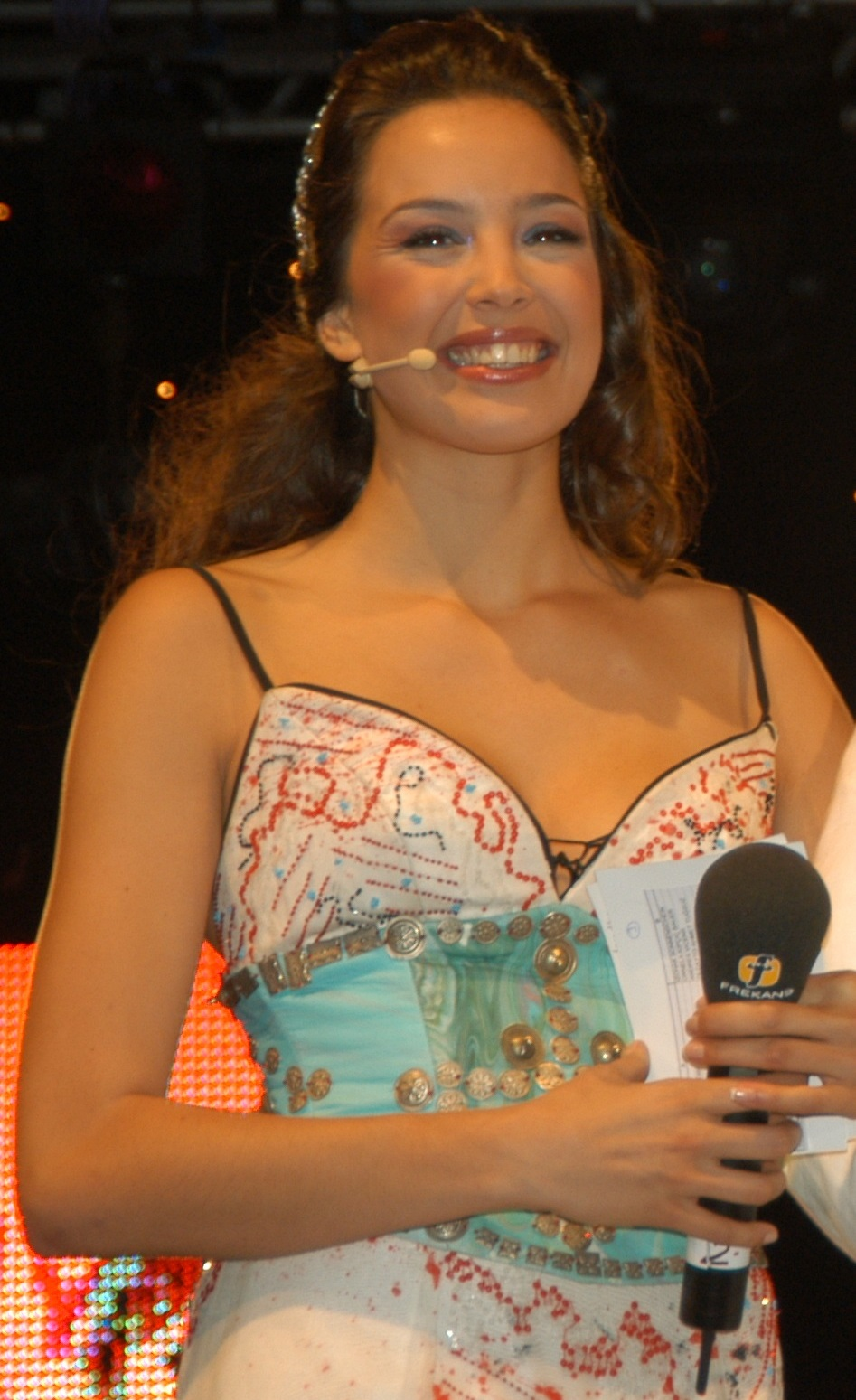
Miss Mundo 2002 Azra Akın Turquía.
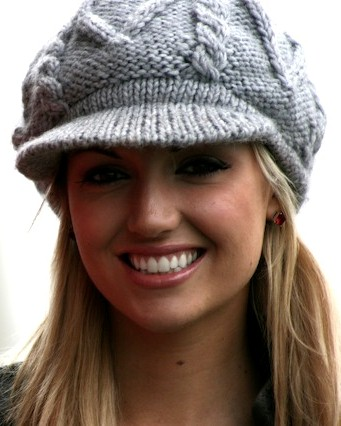
Miss Mundo 2003 Rosanna Davison Irlanda.
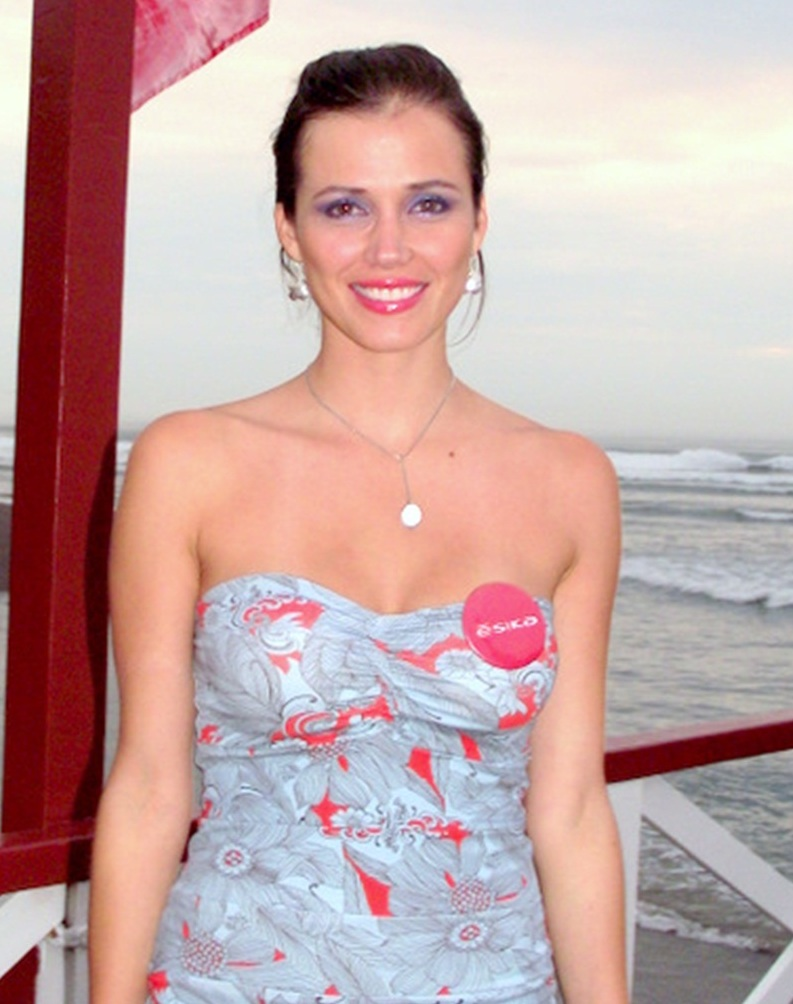
Miss Mundo 2004 María Julia Mantilla
 Perú.
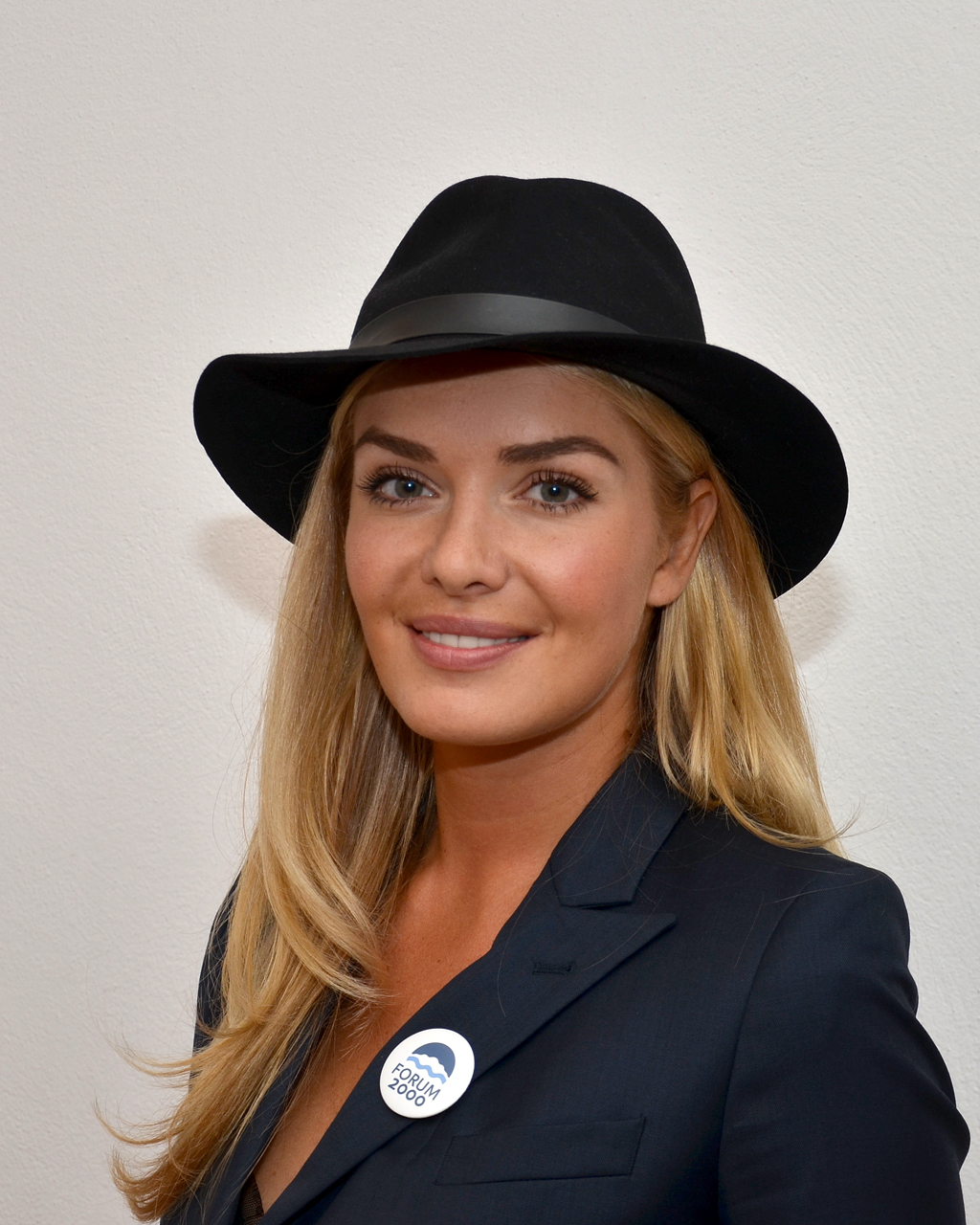
Miss Mundo 2006 Taťána Kuchařová
 República Checa.
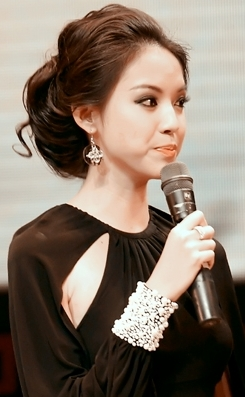
Miss Mundo 2007 Zhang Zilin China.
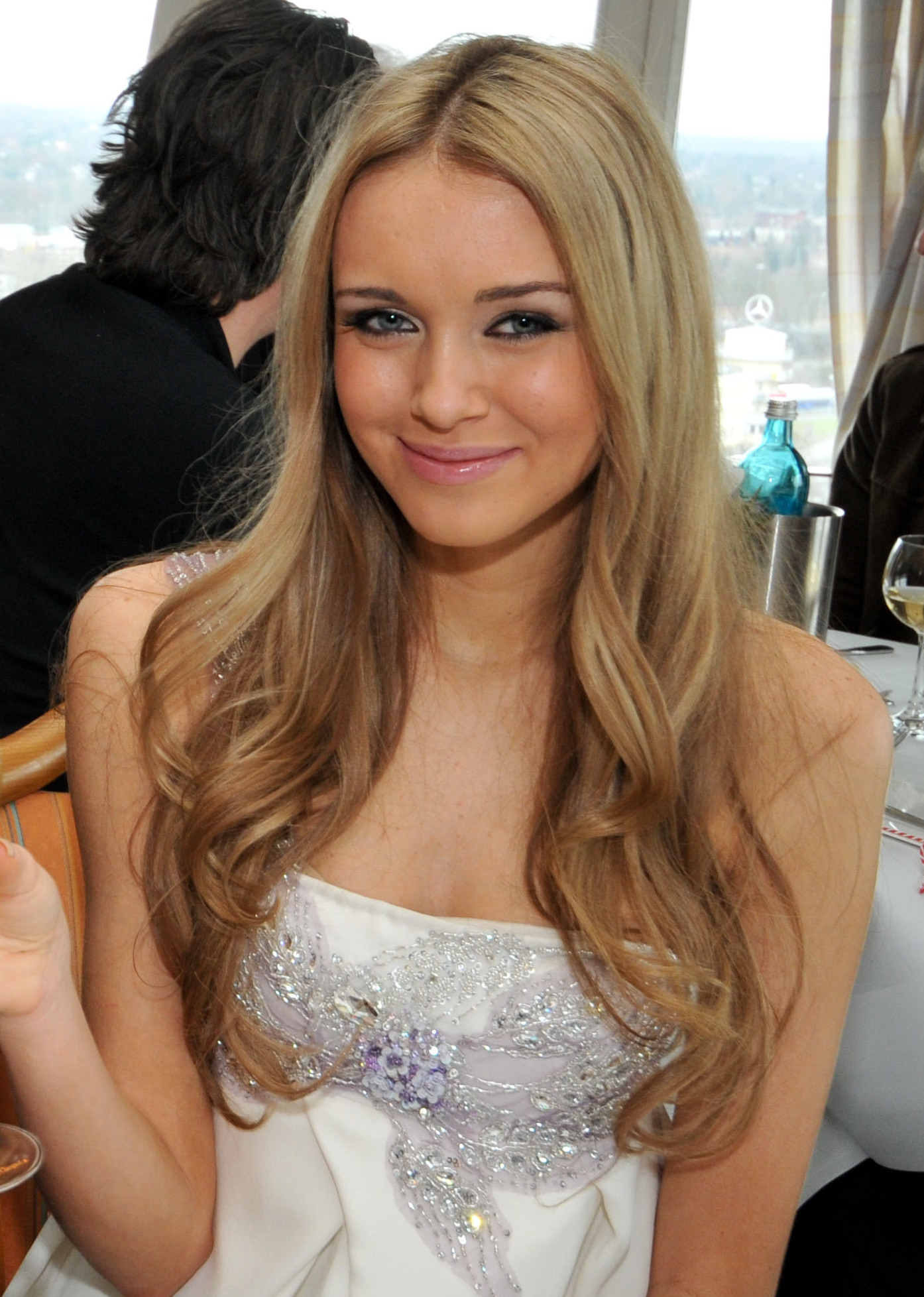
Miss Mundo 2008 Ksenia Sujínova Rusia.
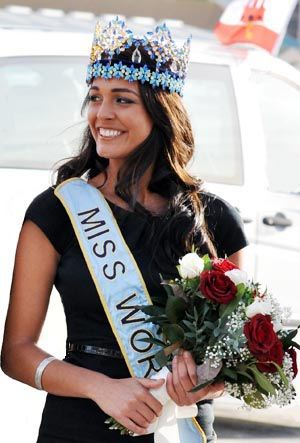
Miss Mundo 2009 Kaiane Aldorino Gibraltar.
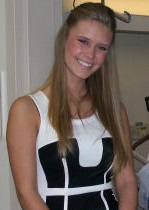
Miss Mundo 2010 Alexandria Mills Estados Unidos.
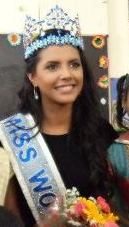
Miss Mundo 2011 Ivian Sarcos
 Venezuela.
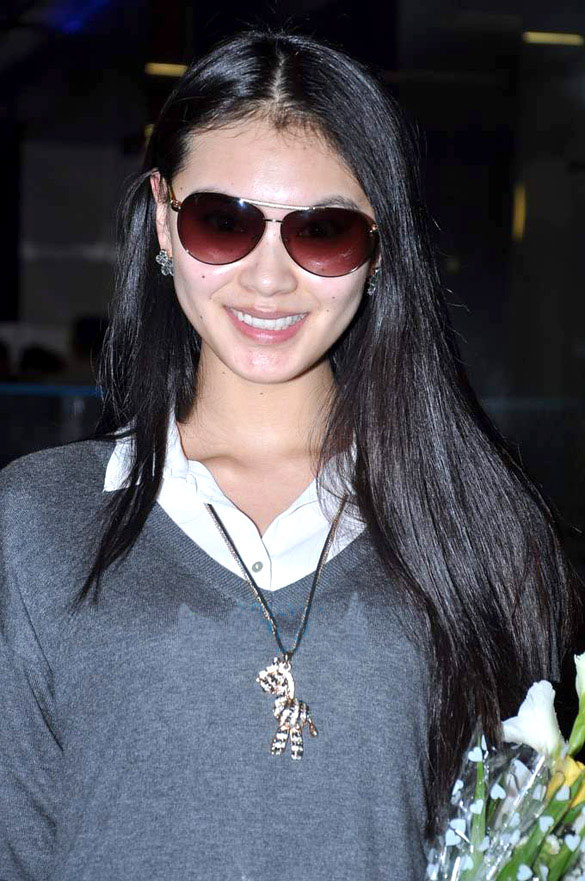
Miss Mundo 2012 Wen Xia Yu China.
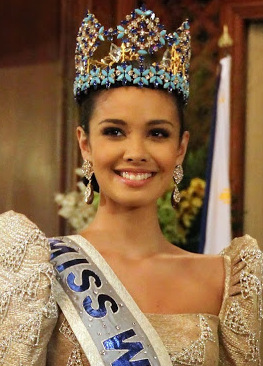
Miss Mundo 2013 Megan Young Filipinas.
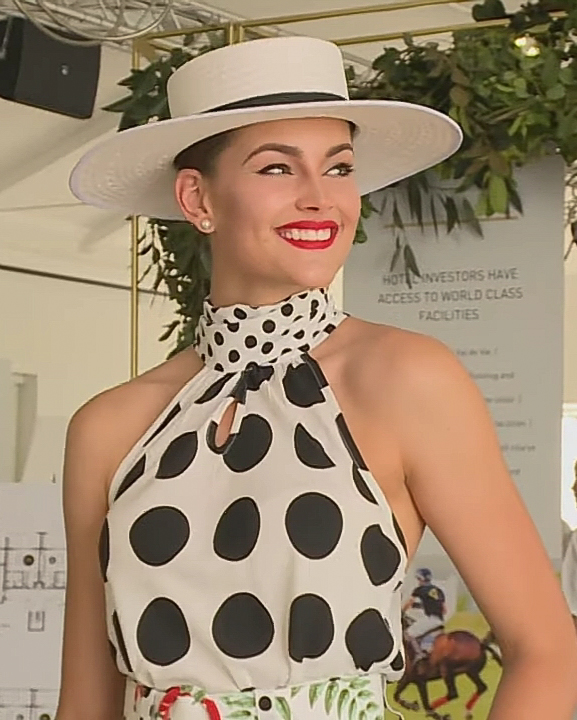
Miss Mundo 2014 Rolene Strauss Sudáfrica.
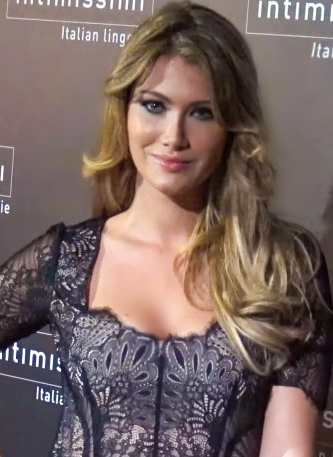
Miss Mundo 2015 Mireia Lalaguna España.
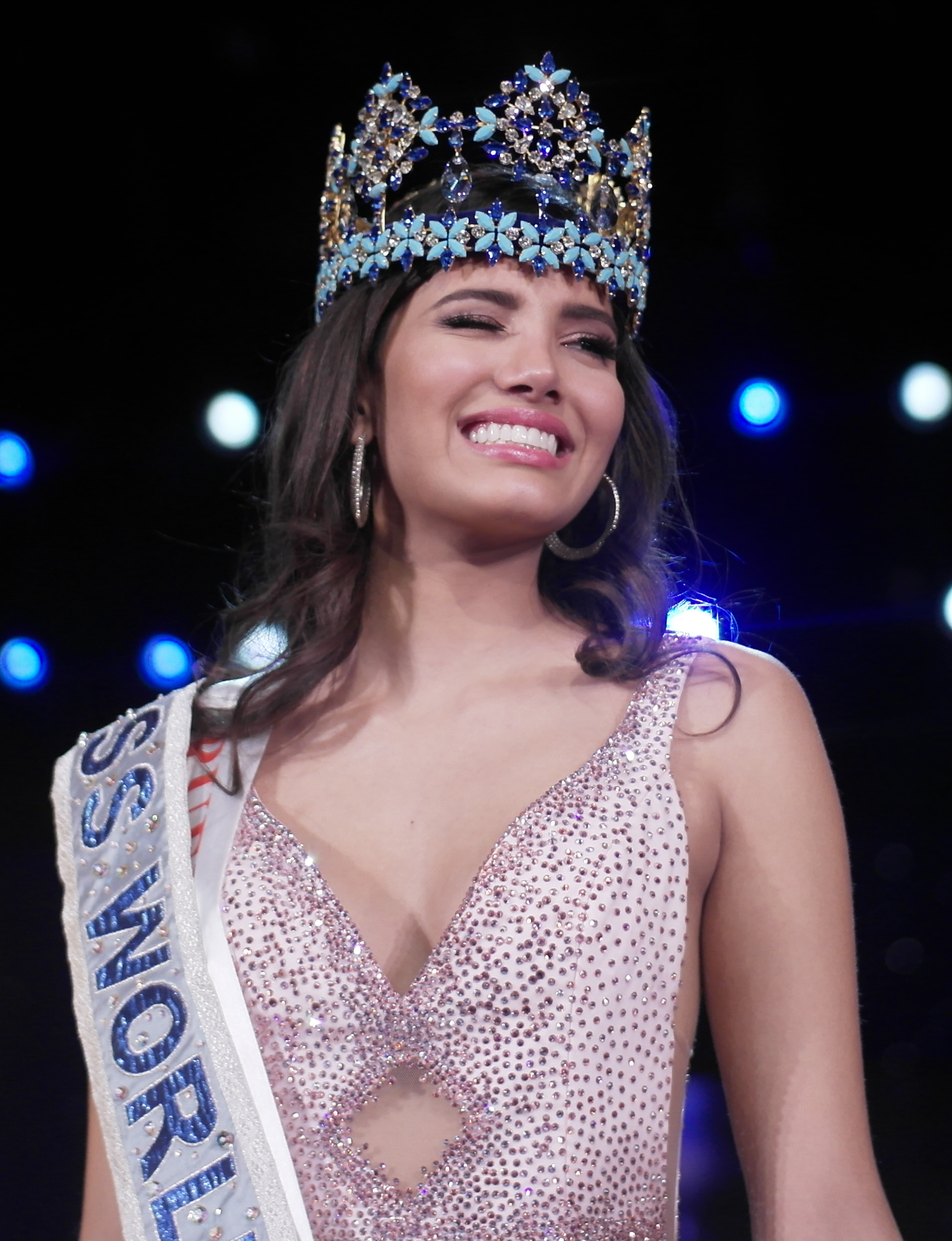
Miss Mundo 2016 Stephanie Del Valle Puerto Rico.
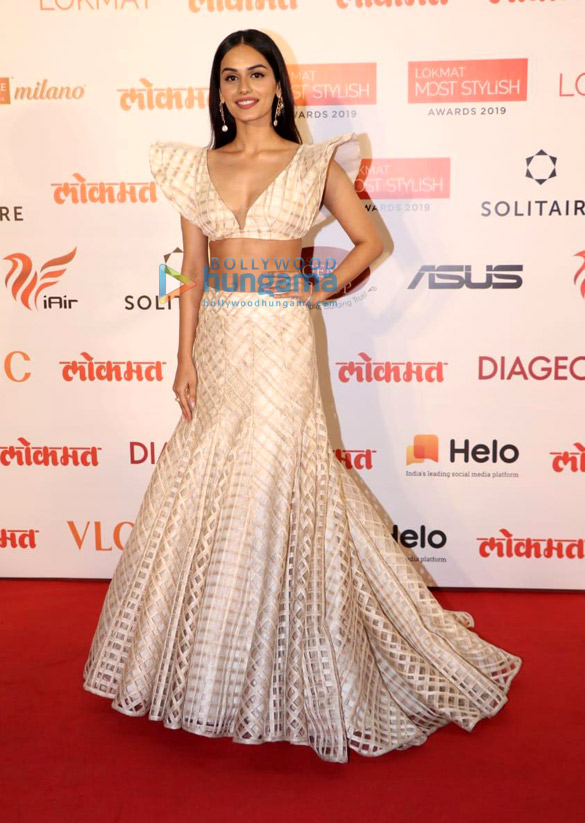
Miss Mundo 2017 Manushi Chhillar India.
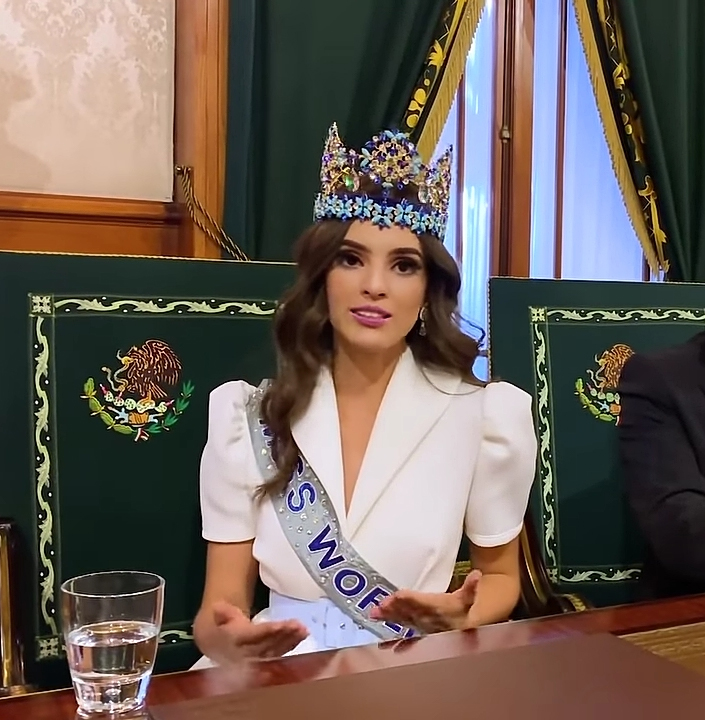
Miss Mundo 2018 Vanessa Ponce de León México.
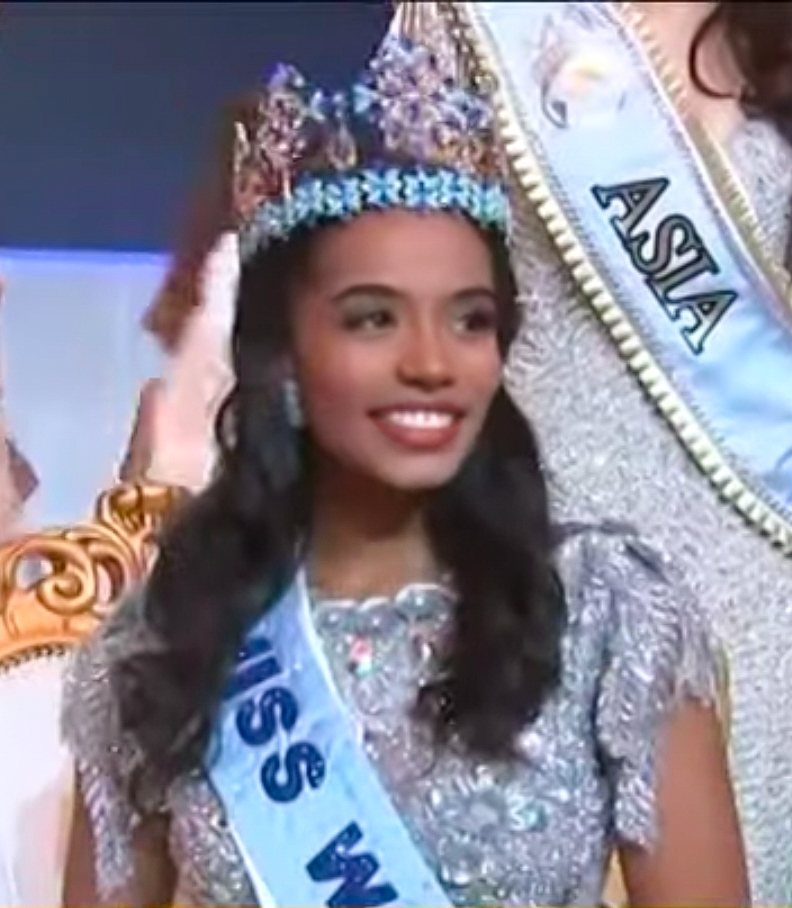
Miss Mundo 2019 Toni-Ann Singh
 Jamaica.
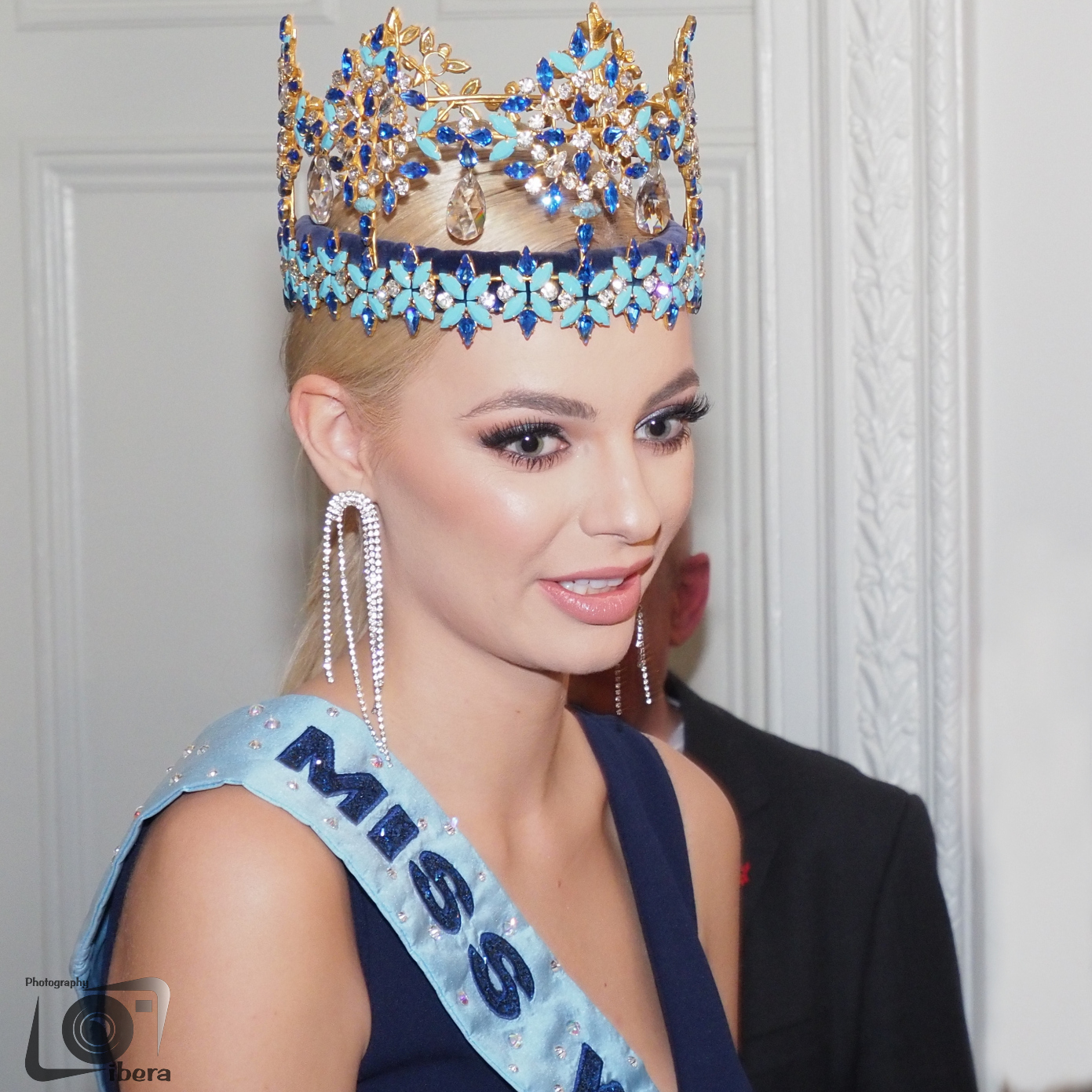
Miss Mundo 2021 Karolina Bielawska Polonia.
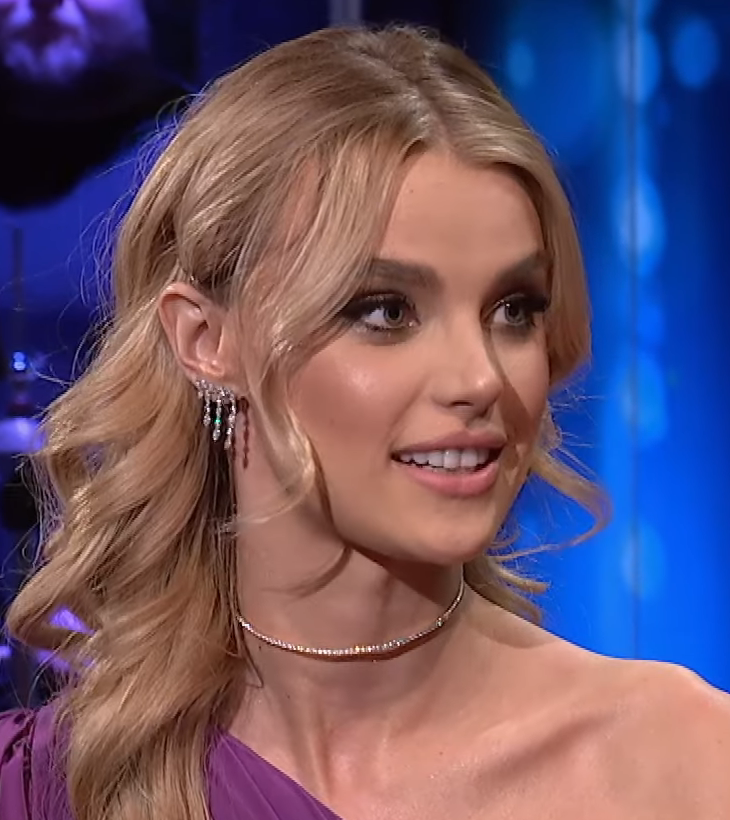
Miss Mundo 2023 Krystyna Pyszková
 República Checa

### Países ganadores
- Actualizado a la edición de 2025.

| País                 | Títulos | Años                               |
| -------------------- | ------- | ---------------------------------- |
| India                | 6       | 1966, 1994, 1997, 1999, 2000, 2017 |
| Venezuela            | 6       | 1955, 1981, 1984, 1991, 1995, 2011 |
| Reino Unido          | 5       | 1961, 1964, 1965, 1974, 1983       |
| Jamaica              | 4       | 1963, 1976, 1993, 2019             |
| Sudáfrica            | 3       | 1958, 1974, 2014                   |
| Estados Unidos       | 3       | 1973, 1990, 2010                   |
| Islandia             | 3       | 1985, 1988, 2005                   |
| Suecia               | 3       | 1951, 1952, 1977                   |
| República Checa      | 2       | 2006, 2023                         |
| Polonia              | 2       | 1989, 2021                         |
| Puerto Rico          | 2       | 1975, 2016                         |
| China                | 2       | 2007, 2012                         |
| Rusia                | 2       | 1992, 2008                         |
| Perú                 | 2       | 1967, 2004                         |
| Austria              | 2       | 1969, 1987                         |
| Alemania             | 2       | 1956, 1980                         |
| Argentina            | 2       | 1960, 1978                         |
| Australia            | 2       | 1968, 1972                         |
| Países Bajos         | 2       | 1959, 1962                         |
| Tailandia            | 1       | 2025                               |
| México               | 1       | 2018                               |
| España               | 1       | 2015                               |
| Filipinas            | 1       | 2013                               |
| Gibraltar            | 1       | 2009                               |
| Irlanda              | 1       | 2003                               |
| Turquía              | 1       | 2002                               |
| Nigeria              | 1       | 2001                               |
| Israel               | 1       | 1998                               |
| Grecia               | 1       | 1996                               |
| Trinidad y Tobago    | 1       | 1986                               |
| República Dominicana | 1       | 1982                               |
| Guam                 | 1       | 1980                               |
| Bermudas             | 1       | 1979                               |
| Brasil               | 1       | 1971                               |
| Granada              | 1       | 1970                               |
| Finlandia            | 1       | 1957                               |
| Egipto               | 1       | 1954                               |
| Francia              | 1       | 1953                               |

## Eventos y retos (Fast-Track)
La ganadora de estos eventos, llamados «Fast-Track», automáticamente llega a los cuartos o semifinales de Miss Mundo. Las categorías son Miss World Beach Beauty, Beauty With a Purpose, Sports Challenge, Talent y Top Model. Miss World Beach Beauty, reemplazando a Miss World Best in Swimsuit, y Miss World Sports se agregaron en 2003. Miss World Top Model se agregó en 2004. Miss World Multimedia se agregó en 2012.

### Miss World Beauty with a Purpose
Beauty with a Purpose es un evento establecido en 1972 que se celebra durante las actividades previas al certamen de Miss Mundo. Premia a la concursante con el proyecto solidario más relevante e importante de su nación. Desde 2005, la ganadora pasa automáticamente a los cuartos de final. Miss Mundo 2017 Manushi Chhillar de India es la primera y única ganadora de Beauty with a Purpose en finalmente ganar la corona de Miss Mundo.
| Año  | Ganadora               | País              | Posición en Miss Mundo |
| ---- | ---------------------- | ----------------- | ---------------------- |
| 2001 | Piarella Peralta       | Costa Rica        |                        |
| 2002 | Nozipho Shabangu       | Suazilandia       |                        |
| 2003 | Denisa Kola            | Albania           |                        |
| 2004 | Tonoya Anne Toyloy     | Jamaica           |                        |
| 2005 | Oh Eun-young           | Corea             | Top 6                  |
| 2006 | Lamisi Mbillah         | Ghana             | Top 17                 |
| 2007 | Valeska Saab           | Ecuador           | Top 16                 |
| 2007 | Kayi Cheung            | Hong Kong         | Top 16                 |
| 2008 | Gabrielle Walcott      | Trinidad y Tobago | Segunda finalista      |
| 2009 | Pooja Chopra           | India             | Top 16                 |
| 2010 | Natasha Metto          | Kenia             | Top 25                 |
| 2011 | Astrid Yunadi          | Indonesia         | Top 15                 |
| 2011 | Stephanie Karikari     | Ghana             |                        |
| 2012 | Vanya Mishra           | India             | Top 7                  |
| 2013 | Ishani Shrestha        | Nepal             | Top 10                 |
| 2014 | Julia Gama             | Brasil            | Top 11                 |
| 2014 | Rafieya Husain         | Guyana            | Top 11                 |
| 2014 | Koyal Rana             | India             | Top 11                 |
| 2014 | Idah Nguma             | Kenia             | Top 11                 |
| 2014 | Maria Rahajeng         | Indonesia         | Top 25                 |
| 2015 | Maria Harfanti         | Indonesia         | Segunda finalista      |
| 2016 | Natasha Mannuela Halim | Indonesia         | Segunda finalista      |
| 2017 | Manushi Chhillar       | India             | Miss Mundo 2017        |
| 2017 | Achintya Holte Nilsen  | Indonesia         | Top 10                 |
| 2017 | Laura Lehmann          | Filipinas         | Top 40                 |
| 2017 | Adè van Heerden        | Sudáfrica         | Top 10                 |
| 2017 | Đỗ Mỹ Linh             | Vietnam           | Top 40                 |
| 2018 | Shrinkhala Khatiwada   | Nepal             | Top 12                 |
| 2019 | Anushka Shrestha       | Nepal             | Top 12                 |
| 2021 | Rehema Muthamia        | Inglaterra        | Top 40                 |
| 2021 | Sharon Obara           | Kenia             | Top 40                 |
| 2021 | Tracy Perez            | Filipinas         | Top 13                 |
| 2021 | Shudufhadzo Musida     | Sudáfrica         | Top 40                 |
| 2021 | Shree Saini            | Estados Unidos    | Primera finalista      |
| 2023 | Leticía Frota          | Brasil            | Top 8                  |

#### Premio Embajadora de Beauty With a Purpose
| Año  | Ganadora    | País           | Posición en Miss Mundo |
| ---- | ----------- | -------------- | ---------------------- |
| 2021 | Shree Saini | Estados Unidos | Primera finalista      |

### Miss World Talent
Miss World Talent es una competencia de talentos o fast-track en el certamen de Miss Mundo, en la que varias concursantes muestran sus habilidades en el canto, el baile, la poesía, etc. Introducido en Miss Mundo 1978, la ganadora del evento llega automáticamente a las semifinales a partir de 2003. El premio regresó en Miss Mundo 2001.
| Año                    | Ganadora                | País                                 | Posición en Miss Mundo |
| Competencia de talento | Competencia de talento  | Competencia de talento               | Competencia de talento |
| ---------------------- | ----------------------- | ------------------------------------ | ---------------------- |
| 1978                   | Louvette Monzon Hammond | Filipinas                            | No clasificó           |
| 1994                   | Fazira Wan Chek         | Malasia                              | No clasificó           |
| Miss World Talent      |                         |                                      |                        |
| 2001                   | Stephanie Chase         | Barbados                             | No clasificó           |
| 2002                   | Rebekah Revels          | Estados Unidos                       | Top 10                 |
| 2003                   | Irina Onashvili         | Georgia                              | Top 20                 |
| 2004                   | Shermain Jeremy         | Antigua y Barbuda                    | Top 15                 |
| 2005                   | Kmisha Counts           | Islas Vírgenes de los Estados Unidos | Top 15                 |
| 2006                   | Catherine Jean Milligan | Irlanda del Norte                    | Top 17                 |
| 2007                   | Irene Dwomoh            | Ghana                                | Top 15                 |
| 2008                   | Natalie Griffith        | Barbados                             | Top 15                 |
| 2009                   | Lena Ma                 | Canadá                               | Cuarta finalista       |
| 2009                   | Mariatu Kargbo          | Sierra Leona                         | Top 16                 |
| 2010                   | Emma Britt Waldron      | Irlanda                              | Tercera finalista      |
| 2011                   | Gabriela Pulgar         | Chile                                | Top 20                 |
| 2012                   | Yu Wenxia               | China                                | Miss Mundo 2012        |
| 2013                   | Vania Larissa           | Indonesia                            | Top 10                 |
| 2014                   | Dewi Liana Seriestha    | Malasia                              | Top 25                 |
| 2015                   | Lisa Punch              | Guyana                               | Top 11                 |
| 2016                   | Bayartsetseg Altangerel | Mongolia                             | Top 11                 |
| 2017                   | Michela Galea           | Malta                                | Top 40                 |
| 2018                   | Kanako Date             | Japón                                | Top 30                 |
| 2019                   | Toni-Ann Singh          | Jamaica                              | Miss Mundo 2019        |
| 2021                   | Burte-Ujin Anu          | Mongolia                             | Top 40                 |
| 2023                   | Imen Mehrzi             | Túnez                                | Top 40                 |

### Miss World Top Model
Miss World Top Model es una competencia de modelaje en el concurso de Miss Mundo. La competencia se llevó a cabo por primera vez en 2004, pero no en 2005-2006. Se lleva a cabo desde 2007; la ganadora de la competencia clasifica automáticamente para las semifinales.
| Año  | Ganadora           | País                 | Posición en Miss Mundo |
| ---- | ------------------ | -------------------- | ---------------------- |
| 2004 | Yessica Ramírez    | México               | Top 15                 |
| 2007 | Zhang Zilin        | China                | Miss Mundo 2007        |
| 2008 | Ksenia Sujínova    | Rusia                | Miss Mundo 2008        |
| 2009 | Perla Beltrán      | México               | Primera finalista      |
| 2010 | Mariann Birkedal   | Noruega              | Top 7                  |
| 2011 | Zhanna Zhumaliyeva | Kazajistán           | Top 15                 |
| 2012 | Atong Demach       | Sudán del Sur        | Top 7                  |
| 2013 | Megan Young        | Filipinas            | Miss Mundo 2013        |
| 2014 | Isidora Borovčanin | Bosnia y Herzegovina |                        |
| 2015 | Mireia Lalaguna    | España               | Miss Mundo 2015        |
| 2016 | Jing Kong          | China                | Top 11                 |
| 2017 | Ugochi Ihezue      | Nigeria              | Top 15                 |
| 2018 | Maëva Coucke       | Francia              | Top 12                 |
| 2019 | Nyekachi Douglas   | Nigeria              | Top 5                  |
| 2021 | Olivia Yacé        | Costa de Marfil      | Segunda finalista      |
| 2023 | Axelle René        | Martinica            | Top 40                 |

### Miss World Sports
Miss World Sports o Sportswoman es un título y premio que se otorga a la ganadora de un evento deportivo en Miss Mundo. Es un evento fast-track o preliminar, que le da a la ganadora la entrada automática a los cuartos de final. En 2005, no hubo ganadora de Miss Deportes porque se llevó a cabo como una competencia continental por equipos. A partir de 2006 volvió la competencia individual.
| Año   | Ganadora               | País                      | Posición en Miss Mundo |
| ----- | ---------------------- | ------------------------- | ---------------------- |
| 2003  | Nazanin Afshin-Jam     | Canadá                    | Primera finalista      |
| 2004  | Amy Guy                | Gales                     | Top 15                 |
| 2005  | Asia-Pacífico          | Asia                      | Desafío en equipo      |
| 2006  | Malgosia Majewska      | Canadá                    | Top 17                 |
| 2007  | Abigail «Abby» McCarry | Estados Unidos            | Top 15                 |
| 2008  | Alexandra Ívarsdóttir+ | Islandia+                 | Top 15                 |
| 2009  | Erusa Sasaki           | Japón                     | Top 16                 |
| 2010+ | Lori Moore +           | Irlanda del Norte+        | Top 25                 |
| 2011  | Marianly Tejeda        | República Dominicana      |                        |
| 2012  | Sanna Jinnedal         | Suecia                    | Top 30                 |
| 2013  | Jacqueline Steenbeek + | Países Bajos+             | Top 20                 |
| 2014+ | Krista Haapalainen+    | Finlandia+                | Top 25                 |
| 2015  | Steffi Van Wyk +       | Namibia+                  |                        |
| 2016  | Natalia Short          | Islas Cook                | Top 20                 |
| 2017  | Aletxa Mueses          | República Dominicana      | Top 40                 |
| 2018  | Marisa Butler          | Estados Unidos            | Top 30                 |
| 2019  | Rikkiya Brathwaite     | Islas Vírgenes Británicas | Top 40                 |
| 2021  | Karolina Vidales       | México                    | Top 6                  |
| 2023  | Lucija Begić           | Croacia                   | Top 40                 |

### Multimedia Award (Social Media Award)
Miss World Multimedia o Social Media Award es un título y premio otorgado a la ganadora de un desafío en redes sociales. Es un evento fast-track o preliminar, que le da a la ganadora la entrada automática a los cuartos de final. La puntuación se basa en los Me gusta de la candidata en Mobstar y Facebook.
| Año  | Ganadora                | País            | Posición en Miss Mundo |
| ---- | ----------------------- | --------------- | ---------------------- |
| 2012 | Vanya Mishra            | India           | Top 7                  |
| 2013 | Navneet Dhillon         | India           | Top 20                 |
| 2014 | Elizabeth Safrit        | Estados Unidos  | Segunda finalista      |
| 2015 | Hillarie Parungao       | Filipinas       | Top 11                 |
| 2016 | Catriona Gray           | Filipinas       | Top 5                  |
| 2017 | Enkhjin Tseveendash     | Mongolia        | Top 15                 |
| 2018 | Shrinkhala Khatiwada    | Nepal           | Top 12                 |
| 2019 | Anushka Shrestha        | Nepal           | Top 12                 |
| 2021 | Olivia Yacé             | Costa de Marfil | Segunda finalista      |
| 2023 | Huỳnh Nguyễn Mai Phương | Vietnam         | Top 40                 |

### Miss World Beach Beauty(evento discontinuado)
Miss World Beach Beauty fue una competencia de traje de baño o un fast-track en el certamen de Miss Mundo. El evento Beach Beauty comenzó en 2003, cuando la Organización Miss Mundo decidió tener eventos preliminares o de fast-tracks para otorgar automáticamente un lugar en la semifinal a algunas de las delegadas. Este evento permitió que las delegadas de Miss Mundo (más de 100) tuvieran la oportunidad de estar en las semifinales. La ganadora pasa a hacer las semifinales automáticamente. El evento Beach Beauty mostró diferentes trajes de baño diseñados por Miss Mundo 1975, Wilnelia Merced. A partir de 2015, la organización eliminó oficialmente la competencia de trajes de baño del certamen.
| Año  | Ganadora             | Representación       | Posición en Miss Mundo |
| ---- | -------------------- | -------------------- | ---------------------- |
| 2003 | Rosanna Davison      | Irlanda              | Miss Mundo 2003        |
| 2004 | Nancy Randall        | Estados Unidos       | Segunda finalista      |
| 2005 | Yulia Ivanova        | Rusia                | Top 15                 |
| 2006 | Federica Guzmán      | Venezuela            | Top 17                 |
| 2007 | Ada De La Cruz       | República Dominicana | Top 16                 |
| 2008 | Anagabriela Espinoza | México               | Top 15                 |
| 2009 | Kaiane Aldorino      | Gibraltar            | Miss Mundo 2009        |
| 2010 | Yara Lasanta         | Puerto Rico          | Top 25                 |
| 2011 | Alize Lily Mounter   | Inglaterra           | Top 7                  |
| 2012 | Sophie Moulds        | Gales                | Primera finalista      |
| 2013 | Sancler Frantz       | Brasil               | Top 6                  |
| 2014 | Olivia Asplund       | Suecia               | Top 25                 |